# Kümbet, İnönü
Kümbet là một xã thuộc huyện İnönü, tỉnh Eskişehir, Thổ Nhĩ Kỳ. Dân số thời điểm năm 2011 là 150 người.